# Heinz Imboden
Heinz Imboden (Bleienbach, 4 de janeiro de 1962) é um ex-ciclista suíço. Competiu na prova de estrada individual nos Jogos Olímpicos de Verão de 1984 em Los Angeles, mas não conseguiu terminar. Também competiu em nove Grandes Voltas entre 1985 e 1996.